# XXIII Governo Constitucional de Portugal
O XXIII Governo Constitucional foi um governo de Portugal, formado com base nos resultados das eleições legislativas de 30 de janeiro de 2022, que elegeu a XV Legislatura. Foi um governo de maioria absoluta que esteve em plenas funções até à aceitação da demissão do primeiro-ministro no dia 7 de dezembro de 2023, encontrando-se desde então limitado à prática dos atos estritamente necessários para assegurar a gestão dos negócios públicos, nos termos do artigo 186.º da Constituição. Esta situação permaneceu até à tomada de posse do XXIV Governo Constitucional, a 2 de abril de 2024.
Foi um governo marcado pelo caos nas urgências dos hospitais durante a primavera e verão de 2022, e pelo escândalo que envolveu o ministro das Infraestruturas e da Habitação, Pedro Nuno Santos, que ordenou a construção de dois novos aeroportos em Lisboa, sendo imediatamente desautorizado pelo primeiro-ministro António Costa, que revogou o despacho emitido pelo ministro. Apesar do sucedido, Pedro Nuno Santos continuou no cargo.
Em janeiro de 2023, o governo contava com treze demissões de governantes em menos de um ano, tornando-se, assim, no governo de maioria absoluta com mais demissões no primeiro ano de mandato.
A 7 de novembro de 2023, o primeiro-ministro António Costa apresentou a demissão, depois de terem sido efetuadas buscas judiciais no âmbito da Operação Influencer, durante as quais foram encontrados mais de 75 mil euros em dinheiro vivo no gabinete do chefe de gabinete do primeiro-ministro, Vítor Escária, e depois de ter sido anunciada a abertura de uma investigação judicial contra o próprio primeiro-ministro, a decorrer no Supremo Tribunal de Justiça.

## Tomada de posse
A tomada de posse do novo governo esteve prevista para o dia 23 de fevereiro, mas com a repetição da votação no círculo eleitoral da Europa ficou adiada. Tomou posse a 30 de março de 2022.

## Composição
De acordo com o artigo 183.º da Constituição, o Governo é constituído pelo Primeiro-Ministro, pelos ministros e pelos secretários e subsecretários de Estado, podendo incluir um ou mais vice-primeiros-ministros. O número, a designação e as atribuições dos ministérios e secretarias de Estado, bem como as formas de coordenação entre eles, são determinados, consoante os casos, pelos decretos de nomeação dos respetivos titulares ou por decreto-lei.
A composição inicial do novo governo incluía dezassete ministros (mais tarde dezoito) e 38 secretários de Estado (número que oscilou entre 38 e 41):

### Ministérios:
- Primeiro-Ministro — dois secretários de Estado (três entre 16 de setembro e 10 de novembro de 2022 e, novamente, desde 2 de dezembro de 2022; quatro desde 15 de novembro de 2023)
- Ministra da Presidência – três secretários de Estado
- Ministro dos Negócios Estrangeiros – três secretários de Estado
- Ministra da Defesa Nacional – um secretário de Estado
- Ministro da Administração Interna – dois secretários de Estado
- Ministra da Justiça – dois secretários de Estado
- Ministro das Finanças – três secretários de Estado (quatro a partir de 2 de dezembro de 2022)
- Ministra Adjunta e dos Assuntos Parlamentares – dois secretários de Estado
- Ministro da Economia e do Mar – três secretários de Estado (dois a partir de 13 de novembro de 2023)
- Ministro da Cultura – um secretário de Estado
- Ministra da Ciência, Tecnologia e Ensino Superior – um secretário de Estado
- Ministro da Educação – um secretário de Estado
- Ministra do Trabalho, Solidariedade e Segurança Social – três secretários de Estado
- Ministra/o da Saúde – dois secretários de Estado
- Ministro do Ambiente e Ação Climática – três secretários de Estado (quatro a partir de 4 de janeiro de 2023)
- Ministro das Infraestruturas e Habitação (até 4 de janeiro de 2023) — dois secretários de Estado
  - Ministro das Infraestruturas (de 4 de janeiro de 2023 a 13 de novembro de 2023) — um secretário de Estado
  - Ministra da Habitação (desde 4 de janeiro de 2023) – um secretário de Estado
- Ministra da Coesão Territorial – dois secretários de Estado
- Ministra da Agricultura e da Alimentação – dois secretários de Estado (apenas um entre 12 de janeiro e 15 de fevereiro de 2023)

Com a formação do novo governo, foram extintos alguns ministérios, sendo agregados com outros já existentes, que por sua vez alteram a sua denominação.
O XXIII Governo Constitucional fica também marcado pela instalação de ministérios no edifício-sede da Caixa Geral de Depósitos, instituição bancária sob tutela do Estado português.

### Primeiro-Ministro
| Retrato | Cargo                                                       | Detentor              | Partido | Partido | Período                                  |
| ------- | ----------------------------------------------------------- | --------------------- | ------- | ------- | ---------------------------------------- |
|         | Primeiro-Ministro (Artigo 183.º da Constituição Portuguesa) | António Costa (1961–) |         | PS      | 30 de março de 2022 – 2 de abril de 2024 |

### Ministros
| Retrato | Cargo                                                  | Detentor                                          | Partido                                     | Partido      | Período                                       |
| ------- | ------------------------------------------------------ | ------------------------------------------------- | ------------------------------------------- | ------------ | --------------------------------------------- |
|         | Ministra da Presidência                                | Mariana Vieira da Silva (1978–)                   |                                             | PS           | 30 de março de 2022 – 2 de abril de 2024      |
|         | Ministro dos Negócios Estrangeiros                     | João Gomes Cravinho (1964–)                       |                                             | PS           | 30 de março de 2022 – 2 de abril de 2024      |
|         | Ministra da Defesa Nacional                            | Helena Carreiras (1965–)                          |                                             | Independente | 30 de março de 2022 – 2 de abril de 2024      |
|         | Ministro da Administração Interna                      | José Luís Carneiro (1971–)                        |                                             | PS           | 30 de março de 2022 – 2 de abril de 2024      |
|         | Ministra da Justiça                                    | Catarina Sarmento e Castro (1970–)                |                                             | Independente | 30 de março de 2022 – 2 de abril de 2024      |
|         | Ministro das Finanças                                  | Fernando Medina (1973–)                           |                                             | PS           | 30 de março de 2022 – 2 de abril de 2024      |
|         | Ministra Adjunta e dos Assuntos Parlamentares          | Ana Catarina Mendes (1973–)                       |                                             | PS           | 30 de março de 2022 – 2 de abril de 2024      |
|         | Ministro da Economia e do Mar                          | António Costa Silva (1952–)                       |                                             | Independente | 30 de março de 2022 – 2 de abril de 2024      |
|         | Ministro da Cultura                                    | Pedro Adão e Silva (1974–)                        |                                             | Independente | 30 de março de 2022 – 2 de abril de 2024      |
|         | Ministra da Ciência, Tecnologia e Ensino Superior      | Elvira Fortunato (1964–)                          |                                             | Independente | 30 de março de 2022 – 2 de abril de 2024      |
|         | Ministro da Educação                                   | João Costa (1972–)                                |                                             | PS           | 30 de março de 2022 – 2 de abril de 2024      |
|         | Ministra do Trabalho, Solidariedade e Segurança Social | Ana Mendes Godinho (1972–)                        |                                             | PS           | 30 de março de 2022 – 2 de abril de 2024      |
|         | Ministro da Saúde                                      | Marta Temido (1974–)                              |                                             | PS           | 30 de março de 2022 – 10 de setembro de 2022  |
|         | Ministro da Saúde                                      | Manuel Pizarro (1964–)                            | 10 de setembro de 2022 – 2 de abril de 2024 | PS           |                                               |
|         | Ministro do Ambiente e da Ação Climática               | Duarte Cordeiro (1979–)                           |                                             | PS           | 30 de março de 2022 – 2 de abril de 2024      |
|         | Ministro das Infraestruturas e da Habitação            | Pedro Nuno Santos (1977–)                         |                                             | PS           | 30 de março de 2022 – 4 de janeiro de 2023    |
|         | Ministro das Infraestruturas                           | João Galamba (1976–)                              |                                             | PS           | 4 de janeiro de 2023 – 13 de novembro de 2023 |
|         | Ministro das Infraestruturas                           | António Costa (por acumulação de funções) (1961–) | 15 de novembro de 2023 – 2 de abril de 2024 | PS           |                                               |
|         | Ministra da Habitação                                  | Marina Gonçalves (1988–)                          |                                             | PS           | 4 de janeiro de 2023 – 2 de abril de 2024     |
|         | Ministra da Coesão Territorial                         | Ana Abrunhosa (1970–)                             |                                             | Independente | 30 de março de 2022 – 2 de abril de 2024      |
|         | Ministra da Agricultura e da Alimentação               | Maria do Céu Antunes (1970–)                      |                                             | PS           | 30 de março de 2022 – 2 de abril de 2024      |

### Secretários de Estado
Cada ministro é coadjuvado no exercício das suas funções por um ou mais secretários de Estado.
| Retrato                                    | Cargo                                                                   | Detentor                               | Partido                                        | Período                                         |
| Primeiro-Ministro                          | Primeiro-Ministro                                                       | Primeiro-Ministro                      | Primeiro-Ministro                              | Primeiro-Ministro                               |
| ------------------------------------------ | ----------------------------------------------------------------------- | -------------------------------------- | ---------------------------------------------- | ----------------------------------------------- |
|                                            | Secretário de Estado da Digitalização e da Modernização Administrativa  | Mário Campolargo                       | PS                                             | 30 de março de 2022 – 2 de abril de 2024        |
|                                            | Secretário de Estado dos Assuntos Europeus                              | Tiago Antunes                          | PS                                             | 30 de março de 2022 – 2 de abril de 2024        |
|                                            | Secretário de Estado Adjunto do Primeiro-Ministro                       | Miguel Alves                           | PS                                             | 16 de setembro de 2022 – 10 de novembro de 2022 |
|                                            | Secretário de Estado Adjunto do Primeiro-Ministro                       | António Mendonça Mendes                | PS                                             | 2 de dezembro de 2022 – 2 de abril de 2024      |
|                                            | Secretário de Estado Adjunto e das Infraestruturas                      | Frederico Francisco                    | PS                                             | 15 de novembro de 2023 – 2 de abril de 2024     |
| Presidência                                |                                                                         |                                        |                                                |                                                 |
|                                            | Secretário de Estado da Presidência do Conselho de Ministros            | André Moz Caldas                       | PS                                             | 30 de março de 2022 – 2 de abril de 2024        |
|                                            | Secretário de Estado do Planeamento                                     | Eduardo Pinheiro                       | Independente                                   | 30 de março de 2022 – 2 de abril de 2024        |
|                                            | Secretária de Estado da Administração Pública                           | Inês Ramires                           | PS                                             | 30 de março de 2022 – 2 de abril de 2024        |
| Negócios Estrangeiros                      |                                                                         |                                        |                                                |                                                 |
|                                            | Secretário de Estado dos Negócios Estrangeiros e Cooperação             | Francisco André                        | PS                                             | 30 de março de 2022 – 2 de abril de 2024        |
|                                            | Secretário de Estado das Comunidades Portuguesas                        | Paulo Cafôfo                           | PS                                             | 30 de março de 2022 – 2 de abril de 2024        |
|                                            | Secretário de Estado da Internacionalização                             | Bernardo Ivo Cruz                      | PS                                             | 30 de março de 2022 – 2 de abril de 2024        |
| Defesa Nacional                            |                                                                         |                                        |                                                |                                                 |
|                                            | Secretário de Estado da Defesa Nacional                                 | Marco Capitão Ferreira                 | Independente                                   | 30 de março de 2022 – 10 de julho de 2023       |
|                                            | Secretário de Estado da Defesa Nacional                                 | Carlos Lopes Pires                     | Independente                                   | 20 de julho de 2023 – 2 de abril de 2024        |
| Administração Interna                      |                                                                         |                                        |                                                |                                                 |
|                                            | Secretária de Estado da Administração Interna                           | Isabel Oneto                           | PS                                             | 30 de março de 2022 – 2 de abril de 2024        |
|                                            | Secretária de Estado da Proteção Civil                                  | Patrícia Gaspar                        | PS                                             | 30 de março de 2022 – 2 de abril de 2024        |
| Justiça                                    |                                                                         |                                        |                                                |                                                 |
|                                            | Secretário de Estado Adjunto e da Justiça                               | Jorge Alves Costa                      | PS                                             | 30 de março de 2022 – 2 de abril de 2024        |
|                                            | Secretário de Estado da Justiça                                         | Pedro Ferrão Tavares                   |                                                | 30 de março de 2022 – 2 de abril de 2024        |
| Finanças                                   |                                                                         |                                        |                                                |                                                 |
|                                            | Secretária de Estado do Orçamento                                       | Sofia Batalha                          | Independente                                   | 30 de março de 2022 – 2 de abril de 2024        |
|                                            | Secretário de Estado das Finanças                                       | João Nuno Mendes                       | PS                                             | 2 de dezembro de 2022 – 2 de abril de 2024      |
|                                            | Secretário de Estado dos Assuntos Fiscais                               | António Mendonça Mendes                | PS                                             | 30 de março de 2022 – 2 de dezembro de 2022     |
|                                            | Secretário de Estado dos Assuntos Fiscais                               | Nuno Félix                             |                                                | 2 de dezembro de 2022 – 2 de abril de 2024      |
|                                            | Secretário(a) de Estado do Tesouro                                      | João Nuno Mendes                       | PS                                             | 30 de março de 2022 – 2 de dezembro de 2022     |
|                                            | Secretário(a) de Estado do Tesouro                                      | Alexandra Reis                         | Independente                                   | 2 de dezembro de 2022 – 4 de janeiro de 2023    |
|                                            | Secretário(a) de Estado do Tesouro                                      | Pedro Sousa Rodrigues                  |                                                | 4 de janeiro de 2023 – 2 de abril de 2024       |
| Adjunto e dos Assuntos Parlamentares       |                                                                         |                                        |                                                |                                                 |
|                                            | Secretária de Estado da Igualdade e Migrações                           | Sara Guerreiro                         | PS                                             | 30 de março de 2022 – 2 de maio de 2022         |
| Isabel Almeida Rodrigues                   | Secretária de Estado da Igualdade e Migrações                           | 2 de maio de 2022 – 2 de abril de 2024 | PS                                             |                                                 |
|                                            | Secretário de Estado da Juventude e do Desporto                         | João Paulo Correia                     | PS                                             | 30 de março de 2022 – 2 de abril de 2024        |
| Economia e do Mar                          |                                                                         |                                        |                                                |                                                 |
|                                            | Secretário de Estado da Economia                                        | João Neves                             | Independente                                   | 30 de março de 2022 – 2 de dezembro de 2022     |
| Pedro Cilínio                              | Secretário de Estado da Economia                                        |                                        | 2 de dezembro de 2022 – 13 de novembro de 2023 |                                                 |
|                                            | Secretário de Estado do Turismo, Comércio e Serviços                    | Rita Marques                           | PS                                             | 30 de março de 2022 – 2 de dezembro de 2022     |
|                                            | Secretário de Estado do Turismo, Comércio e Serviços                    | Nuno Fazenda                           | PS                                             | 2 de dezembro de 2022 – 2 de abril de 2024      |
|                                            | Secretário de Estado do Mar                                             | José Maria Costa                       | PS                                             | 30 de março de 2022 – 2 de abril de 2024        |
| Cultura                                    |                                                                         |                                        |                                                |                                                 |
|                                            | Secretária de Estado da Cultura                                         | Isabel Rodrigues Cordeiro              | Independente                                   | 30 de março de 2022 – 2 de abril de 2024        |
| Ciência, Tecnologia e Ensino Superior      |                                                                         |                                        |                                                |                                                 |
|                                            | Secretário de Estado do Ensino Superior                                 | Pedro Nuno Teixeira                    | Independente                                   | 30 de março de 2022 – 2 de abril de 2024        |
| Educação                                   |                                                                         |                                        |                                                |                                                 |
|                                            | Secretário de Estado da Educação                                        | António Leite                          | PS                                             | 30 de março de 2022 – 2 de abril de 2024        |
| Trabalho, Solidariedade e Segurança Social |                                                                         |                                        |                                                |                                                 |
|                                            | Secretário de Estado do Trabalho                                        | Miguel Fontes                          | PS                                             | 30 de março de 2022 – 2 de abril de 2024        |
|                                            | Secretário de Estado da Segurança Social                                | Gabriel Bastos                         | Independente                                   | 30 de março de 2022 – 2 de abril de 2024        |
|                                            | Secretária de Estado da Inclusão                                        | Ana Sofia Antunes                      | PS                                             | 30 de março de 2022 – 2 de abril de 2024        |
| Saúde                                      |                                                                         |                                        |                                                |                                                 |
|                                            | Secretário de Estado Adjunto e da Saúde                                 | António Sales                          | PS                                             | 30 de março de 2022 – 10 de setembro de 2022    |
|                                            | Secretário(a) de Estado da Saúde                                        | Maria de Fátima Fonseca                | PS                                             | 30 de março de 2022 – 10 de setembro de 2022    |
|                                            | Secretário(a) de Estado da Saúde                                        | Ricardo Mestre                         |                                                | 16 de setembro de 2022 – 2 de abril de 2024     |
|                                            | Secretária de Estado da Promoção da Saúde                               | Margarida Tavares                      |                                                | 16 de setembro de 2022 – 2 de abril de 2024     |
| Ambiente e da Ação Climática               |                                                                         |                                        |                                                |                                                 |
|                                            | Secretário de Estado do Ambiente e da Energia                           | João Galamba                           | PS                                             | 30 de março de 2022 – 4 de janeiro de 2023      |
|                                            | Secretário de Estado do Ambiente                                        | Hugo Pires                             | PS                                             | 4 de janeiro de 2023 – 2 de abril de 2024       |
|                                            | Secretária de Estado da Energia e Clima                                 | Ana Cláudia Gouveia                    |                                                | 4 de janeiro de 2023 – 2 de abril de 2024       |
|                                            | Secretário de Estado da Conservação da Natureza e Florestas             | João Paulo Catarino                    | Independente                                   | 30 de março de 2022 – 2 de abril de 2024        |
|                                            | Secretário de Estado da Mobilidade Urbana                               | Jorge Delgado                          | PS                                             | 30 de março de 2022 – 2 de abril de 2024        |
| Infraestruturas e Habitação                |                                                                         |                                        |                                                |                                                 |
|                                            | Secretário de Estado das Infraestruturas                                | Hugo Santos Mendes                     | PS                                             | 30 de março de 2022 – 4 de janeiro de 2023      |
|                                            | Secretária de Estado da Habitação                                       | Marina Gonçalves                       | PS                                             | 30 de março de 2022 – 4 de janeiro de 2023      |
| Infraestruturas                            |                                                                         |                                        |                                                |                                                 |
|                                            | Secretário de Estado das Infraestruturas                                | Frederico Francisco                    | PS                                             | 4 de janeiro de 2023 – 15 de novembro de 2023   |
| Habitação                                  |                                                                         |                                        |                                                |                                                 |
|                                            | Secretária de Estado da Habitação                                       | Fernanda Rodrigues                     |                                                | 4 de janeiro de 2023 – 2 de abril de 2024       |
| Coesão Territorial                         |                                                                         |                                        |                                                |                                                 |
|                                            | Secretária de Estado do Desenvolvimento Regional                        | Isabel Ferreira                        | Independente                                   | 30 de março de 2022 – 2 de abril de 2024        |
|                                            | Secretário de Estado da Administração Local e Ordenamento do Território | Carlos Miguel                          | PS                                             | 30 de março de 2022 – 2 de abril de 2024        |
| Agricultura e Alimentação                  |                                                                         |                                        |                                                |                                                 |
|                                            | Secretário(a) de Estado da Agricultura                                  | Rui Martinho                           | Independente                                   | 30 de março de 2022 – 4 de janeiro de 2023      |
|                                            | Secretário(a) de Estado da Agricultura                                  | Carla Alves                            |                                                | 4 de janeiro de 2023 – 13 de janeiro de 2023    |
|                                            | Secretário(a) de Estado da Agricultura                                  | Gonçalo Rodrigues                      |                                                | 15 de fevereiro de 2023 – 2 de abril de 2024    |
|                                            | Secretária de Estado das Pescas                                         | Teresa Coelho                          | PS                                             | 30 de março de 2022 – 2 de abril de 2024        |

## Medidas e atos

### 2022
Concessão automática de visto de residência a cidadãos da CPLP
Segundo a lei nº 18/2022, de 25 de agosto, passou a ser concedido visto de residência automática a imigrantes da CPLP, que têm estatuto de proteção de um ano semelhante aos refugiados de guerra ucranianos.
Abolição de quotas de imigração, criação do visto de procura de trabalho e do visto de residência temporária para nómadas digitais
Em novembro de 2022 foi introduzido um novo regime para a entrada de imigrantes em Portugal, que incluía um "visto de procura de trabalho", permitindo a um imigrante seis meses para procurar emprego, a abolição de quotas de imigração e a criação de um visto de residência ou estadia temporária para nómadas digitais.

### 2023
Abolição dos vistos gold
A 16 de fevereiro de 2023, o governo aprovou o fim ao regime de vistos dourados, criado em 2012, como medida para combater a especulação imobiliária.

## Salários
As remunerações dos titulares de cargos políticos são reguladas pela lei.
A partir de junho de 2010, o vencimento mensal ilíquido dos titulares de cargos políticos foi reduzido, a título excecional, em 5%.

#### Primeiro-Ministro
Para o salário do Primeiro-Ministro, a lei fixa um vencimento de 75% do valor do vencimento do Presidente da República, ou seja, 5 502,00 €. À semelhança do Presidente da Assembleia da República, também o Primeiro Ministro tem direito a despesas de representação, correspondentes a 40% do seu vencimento, ou seja, 2 316,63 €.

#### Ministros
Para o salário dos ministros portugueses, a lei fixa um vencimento de 65% do valor do vencimento do Presidente da República, ou seja, 4 768,40 €. A juntar a este valor estão as despesas de representação, correspondentes a 40% do seu vencimento, ou seja, 2 007,75 €.

#### Secretários de Estado
Para o salário dos secretários de Estado, a lei fixa um vencimento de 60% do valor do vencimento do Presidente da República, ou seja, 4 401,60 €. As despesas de representação correspondem a 35% do seu vencimento, ou seja, 1 621,64 €.

## Demissões

### 2 de maio de 2022
Demitiu-se a secretária de Estado da Igualdade e Migrações Sara Guerreiro, após um mês no cargo, alegando motivos de saúde, após polémica envolvendo o acolhimento de refugiados de guerra ucranianos levado a cabo por associações russas com ligações ao presidente russo Vladimir Putin.

### 17 de agosto de 2022
Demitiu-se Sérgio Figueiredo do cargo de consultor especializado do ministro das finanças Fernando Medina, depois de ter lugar uma polémica por ter o ministro contratado o seu anterior patrão, que o fizera comentador da TVI, quando dirigia o canal, a ganhar mais que o próprio ministro.

### 30 de agosto de 2022
Demitiu-se a ministra da Saúde Marta Temido e os secretários de Estado António Lacerda Sales e Maria de Fátima Fonseca, após a morte de uma grávida no transporte entre hospitais que não a podiam receber.
Foi Marta Temido substituída como ministra da Saúde por Manuel Pizarro, cuja mulher, bastonária da Ordem dos Nutricionistas detinha uma empresa na área da saúde, que desativou assim que este facto se tornou público. Entraram também Ricardo Mestre e Margarida Tavares como secretários de Estado da Saúde e Promoção da Saúde respectivamente.

### 10 de novembro de 2022
Demitiu-se Miguel Alves, secretário de Estado Adjunto do Primeiro-Ministro, por envolvimento numa polémica referente a um avultado pagamento em adiantado que fizera a um empreiteiro para a construção de um pavilhão público, que nunca chegou a ser construído, após ser acusado pelo Ministério Público do crime de prevaricação enquanto ocupou o cargo de presidente da Câmara Municipal de Caminha, no âmbito da Operação Teia. Segundo a investigação, o ex-autarca estabelecia contactos com presidentes de câmara de Felgueiras, Fafe, São João da Madeira ou Póvoa de Varzim, para contratarem os serviços da empresa da mulher de Joaquim Couto, socialista e ex-presidente da Câmara de Santo Tirso.

### 29 de novembro de 2022
Foram demitidos o secretário de estado da Economia João Neves e a secretária de Estado do Turismo Rita Marques por António Costa Silva.

### 27 de dezembro de 2022
Demitiu-se a secretária de Estado do Tesouro Alexandra Reis, a pedido do ministro das Finanças Fernando Medina, após estalar polémica pública em torno dos 500 000 euros que a secretária de Estado recebeu de indemnização da TAP por se ter demitido do cargo de administradora daquela companhia, tendo inicialmente pedido 1,48 milhões de euros de indemnização.

### 29 de dezembro de 2022
Demitiu-se o secretário de Estado das Infraestruturas Hugo Mendes, que aprovara a indemnização dada pela TAP a Alexandra Reis.
Demitiu-se o ministro das Infraestruturas Pedro Nuno Santos e o secretário de Estado das Infraestruturas devido à polémica envolvendo a secretária de Estado do Tesouro Alexandra Reis e as suas próprias afirmações referentes ao local do futuro aeroporto de Lisboa.
Demitiu-se a secretária de Estado da Habitação Marina Gonçalves, política próxima de Pedro Nuno Santos. Foi depois convidada pelo primeiro-ministro António Costa a assumir o cargo de Ministra da Habitação, que aceitou.

### 4 de janeiro de 2023
Demitiu-se o secretário de Estado da Agricultura Rui Martinho por motivos de saúde. É substituído no cargo por Carla Alves.

### 5 de janeiro de 2023
Demitiu-se a secretária de Estado da Agricultura Carla Alves, tendo ocupado o cargo cerca de 25 horas, após o arresto das contas bancárias do seu marido, o ex-autarca de Vinhais Américo Pereira, mediante acusações de corrupção e prevaricação.

### 7 de julho de 2023
Demitiu-se o secretário de Estado da Defesa Nacional Marco Capitão Ferreira, após ter sido noticiado pelo jornal Expresso de que havia contratado um assessor fantasma quando liderou empresa pública, sendo o ex-secretário de Estado constituído arguido na sequência de buscas judiciais à sua residência.

### 7 de novembro de 2023

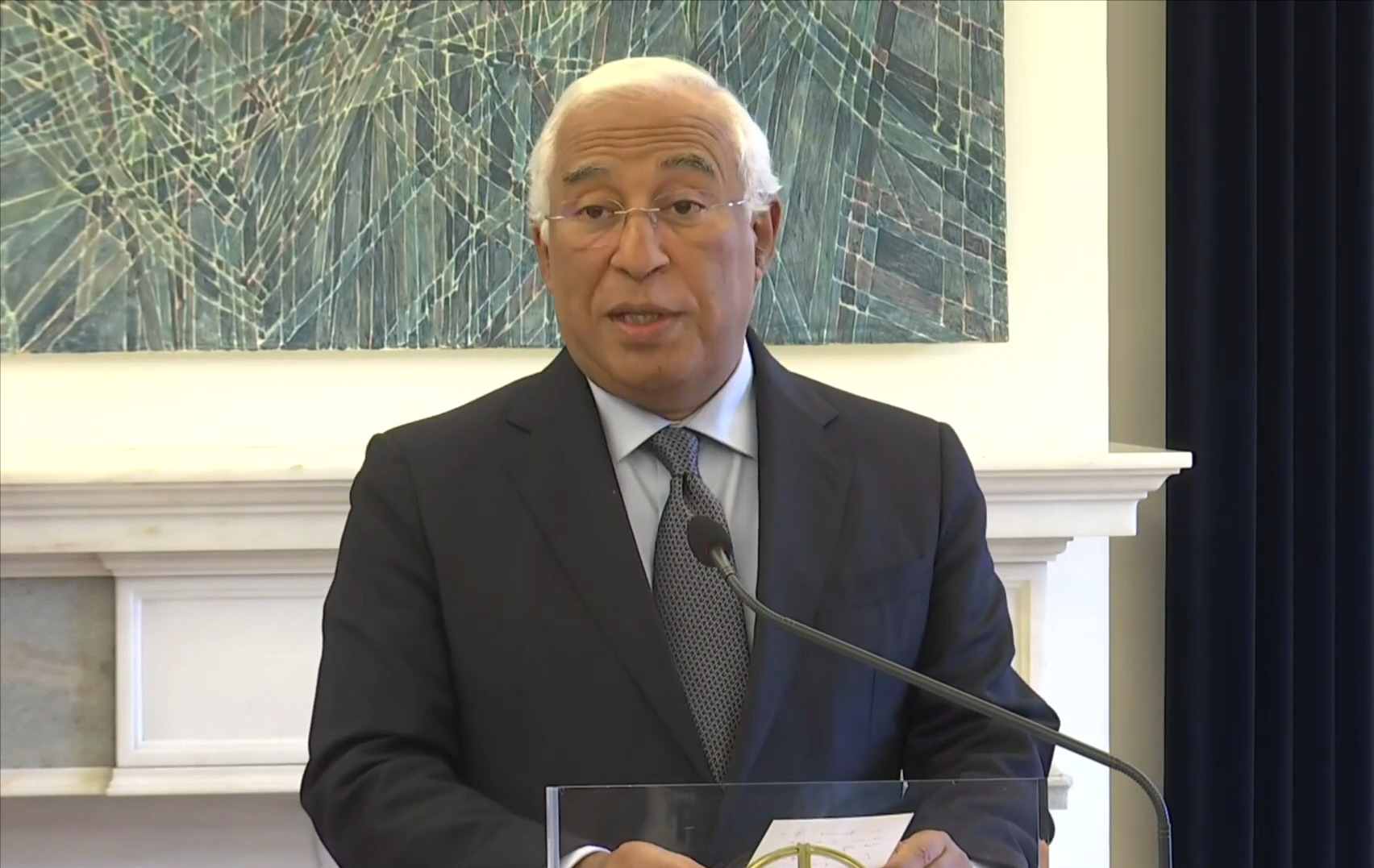
Costa anunciando a sua renúncia, em 7 de novembro de 2023.

Demitiu-se o primeiro-ministro António Costa, depois de terem sido efetuadas buscas judiciais no âmbito da Operação Influencer, durante as quais foram encontrados mais de 75 mil euros em dinheiro vivo no gabinete do chefe de gabinete do Primeiro-Ministro Vítor Escária, e depois de ter sido anunciada a abertura de uma investigação judicial contra o próprio primeiro-ministro, a decorrer no Supremo Tribunal de Justiça.
A demissão do primeiro-ministro foi aceite pelo presidente da República Marcelo Rebelo de Sousa, a 7 de dezembro de 2023, e o governo ficou desde então limitado a funções de gestão corrente e à prática de atos estritamente necessários à condução dos negócios públicos.

### 13 de novembro de 2023
Demitiu-se o ministro das Infraestruturas João Galamba depois de ter sido constituído arguido na Operação Influencer, estando fortemente indiciado pelo crime de tráfico de influência. O primeiro-ministro António Costa assumiu as funções de Ministro das Infraestruturas, em acumulação com as funções de Primeiro-Ministro. A 15 de novembro de 2023, o secretário de Estado das Infraestruturas Frederico Francisco ficou sob a alçada do primeiro-ministro António Costa e retomou posse como Secretário de Estado Adjunto e das Infraestruturas.
Demitiu-se o secretário de Estado da Economia Pedro Cilínio, por razões não relacionadas com a Operação Influencer. Não foi substituído.

## Comissões parlamentares de inquérito
As comissões parlamentares de inquérito destinam-se a escrutinar a administração do governo e inquirir os seus membros pela parte dos deputados, estando previstas na Constituição.
Comissão Parlamentar de Inquérito à Gestão da TAP
Mediante proposta do Bloco de Esquerda, foi iniciada uma comissão parlamentar de inquérito com o propósito de investigar a gestão do Estado sobre a companhia aérea pública TAP. Por via do Método de Hondt, a presidência desta comissão coube ao deputado André Ventura do partido Chega.

## Viagens primo-ministeriais
Durante o seu mandato, António Costa realizou 24 viagens oficiais a 19 nações diferentes.